# Spoorlijn Paris-Est - Mulhouse-Ville
De spoorlijn Paris-Est - Mulhouse-Ville is de spoorwegverbinding tussen Paris Gare de l'Est en het station Mulhouse-Ville langs Troyes, Chaumont, Vesoul, Lure en Belfort.

## Geschiedenis
De spoorlijn werd sectie per sectie geopend tussen 1848 en 1858 door de Compagnie du chemin de fer de Paris à Strasbourg, vanaf 1854 gekend als de Compagnie des chemins de fer de l'Est. Historisch kan het belang aangegeven worden doordat de Réseau ferré de France de lijn het nummer 001 000 meegaf, en hiermee de eerste van de genummerde nationale lijnen. De Compagnie des chemins de fer de l'Est sprak zelf van lijn 40, de SNCF had het ooit over lijn 4 en de spoorlijn Parijs-Basel.
De lijn werd vanaf 2 juni 1957 gebruikt door de Trans Europ Express-verbinding tussen Parijs en Zwitserland, de Arbalète, overigens de allereerste TEE. De Arbalète reed tot 1979 als TEE, tot 1987 als InterCity, en tot 28 september 1997 als EuroCity. Vanaf 28 september 1997 werd de TGV Parijs - Bern - Zürich gereden langs Dijon, Neuchâtel en Bern, tot in 2007 het spoorwegtraject van de LGV Est werd afgewerkt en de geprefereerde route over Straatsburg wijzigde. Nadat in 2011 ook de oostelijke tak van de LGV Rhin-Rhône in dienst werd genomen, verschoof het verkeer en reed men via Dijon naar Mulhouse. De oude lijn verloor zijn belang als grote landelijke verbindingsas.
Het westelijk deel is tegenwoordig de basis van het Parijse voorstadsverkeer met onder meer bediening door de RER E en de Transilien P. Het hele traject wordt nog bediend met  Transport express régional (of TER) en gebruik door goederentreinen, in Frankrijk met fret aangeduid.

## Treindiensten
De SNCF verzorgt het personenvervoer op dit traject met TGV, Transilien, RER en TER treinen.
| Serie           | Treinsoort                         | Route | Bijzonderheden                                                  |
| --------------- | ---------------------------------- | --- | --------------------------------------------------------------- |
| TGV 2400        | TGV (SNCF)                         | Paris Est – Champagne-Ardenne TGV – Meuse TGV – Strasbourg-Ville |                                                                 |
| TGV 2500        | TGV (SNCF)                         | Paris Est – Meuse TGV – Nancy-Ville – Épinal – [ Remiremont ] / [ Saint-Dié-des-Vosges ] | Een trein naar Remiremont / Saint-Dié-des-Vosges                |
| TGV 2600        | TGV (SNCF)                         | Paris Est – Metz-Ville |                                                                 |
| TGV 2700        | TGV (SNCF)                         | Paris Est – Reims – Rethel – Charleville-Mézières – Sedan |                                                                 |
| TGV 2750        | TGV (SNCF)                         | Paris Est – Champagne-Ardenne TGV – Châlons-en-Champagne |                                                                 |
| TGV 2820        | TGV (SNCF)                         | Paris Est – Metz-Ville – Thionville – Luxemburg |                                                                 |
| TGV 6700        | TGV (SNCF)                         | Paris-Lyon – Montbard – Dijon-Ville – Besançon Franche-Comté TGV – Belfort-Montbéliard TGV – Mulhouse-Ville |                                                                 |
| TGV 7680        | TGV (SNCF)                         | Paris Est – Champagne-Ardenne TGV – Nancy-Ville |                                                                 |
| Ouigo 7690      | TGV (SNCF)                         | Paris Est – [ Metz-Ville ] / [ Lorraine TGV ] – Strasbourg-Ville | drie treinen per dag                                            |
| TGV 9560 ICE 82 | TGV / InterCityExpress (SNCF / DB) | Paris Est – Forbach – Saarbrücken Hbf – Kaiserslautern Hbf – Mannheim Hbf – Frankfurt (Main) Hbf | Rijdt éénmaal per vier uur. Één trein per dag stopt in Forbach. |
| TGV 9570 ICE 83 | TGV (SNCF)                         | Paris Est – Strasbourg-Ville – Karlsruhe Hbf – Stuttgart Hbf – Ulm Hbf – Augsburg Hbf – München Hbf |                                                                 |
| TGV 9580 ICE 84 | TGV (SNCF)                         | Marseille Saint-Charles – Aix-en-Provence TGV – Avignon TGV – Lyon-Part-Dieu – Chalon-sur-Saône – Besançon Franche-Comté TGV – Belfort-Montbéliard TGV – Mulhouse-Ville – Strasbourg-Ville – Baden-Baden – Karlsruhe Hbf – Mannheim Hbf – Frankfurt (Main) Hbf                   |                                                                 |
| NJ 40400        | ÖBB Nightjet (ÖBB)                 | Paris-Est – Straatsburg – Frankfurt (Main) Süd – Erfurt Hbf – Halle (Saale) Hbf – Berlijn Hbf |                                                                 |
| TER 836400      | TER (SNCF)                         | Paris-Est – Troyes – Chaumont – Culmont-Chalindrey – Vittel | Rijdt op vrijdagen en zondagen van april tot november.          |
| K 1             | TER (SNCF)                         | Paris-Est – Épernay – Châlons-en-Champagne – [ Saint-Dizier ] / [ Bar-le-Duc – Commercy – Toul – Nancy-Ville – Lunéville – Sarrebourg – Saverne – Strasbourg-Ville ] | 1 dagelijkse trein Parijs - Straatsburg v.v.                    |
| K 4             | TER (SNCF)                         | Paris-Est – Nogent-sur-Seine – Romilly-sur-Seine – Troyes – Vesoul – Lure – Belfort – Altkirch – Mulhouse-Ville |                                                                 |
| K 45            | TER (SNCF)                         | Nancy-Ville – Toul – Is-sur-Tille – Dijon-Ville |                                                                 |
| C 13            | TER (SNCF)                         | Belfort – Altkirch – Mulhouse-Ville |                                                                 |
| P 50            | TER (SNCF)                         | Belfort – Lure – Aillevillers – Épinal |                                                                 |
| Trans P         | Transilien (SNCF)                  | [ Paris Est – [ Esbly – Meaux ] / [ Meaux – [ Château-Thierry ] / [ La Ferté-Milon ] ] / [ [ Coulommiers ] / [ Provins ] ] ] / [ Esbly – Crécy-la-Chapelle ] |                                                                 |
| RER E           | RER (SNCF)                         | Nanterre-La Folie – La Défense – Neuilly - Porte Maillot – Haussmann Saint-Lazare – Magenta – Noisy-le-Sec – [ Gagny – Chelles-Gournay ] / [ Nogent - Le Perreux – Villiers-sur-Marne - Le Plessis-Trévise – Émerainville - Pontault-Combault – Gretz-Armainvilliers – Tournan ] |                                                                 |

## Aansluitingen
In de volgende plaatsen is of was er een aansluiting op de volgende spoorlijnen:
Rosa Parks
RFN 001 306, raccordement van l'Évangile
RFN 001 379, raccordement lijn EOLE - lijn Paris-Mulhouse
RFN 272 311, raccordement van La Chapelle-Charbons
Pantin
RFN 952 000, spoorlijn tussen La Plaine en Pantin
Noisy-le-Sec
RFN 070 000, spoorlijn tussen Noisy-le-Sec en Strasbourg-Ville
Rosny-Bois-Perrier
RFN 990 000, Grande Ceinture van Parijs
aansluiting Nogent
RFN 990 000, Grande Ceinture van Parijs
Villiers-sur-Marne-Le Plessis-Trévise
RFN 959 300, raccordement nord van Villiers-sur-Marne
Émerainville - Pontault-Combault
RFN 001 606, stamlijn Émerainville - Pontault-Combault
Gretz-Armainvilliers
RFN 002 000, spoorlijn tussen Gretz-Armainvilliers en Sézanne
Verneuil-l'Étang
RFN 956 000, spoorlijn tussen Paris-Bastille en Marles-en-Brie
Longueville
RFN 003 000, spoorlijn tussen Longueville en Esternay
Flamboin-Gouaix
RFN 831 000, spoorlijn tussen Flamboin-Gouaix en Montereau
Romilly-sur-Seine
RFN 004 000, spoorlijn tussen Mézy - Romilly-sur-Seine
RFN 004 306, raccordement van Romilly-sur-Seine
RFN 010 000, spoorlijn tussen Oiry-Mareuil en Romilly-sur-Seine
Troyes
RFN 005 300, raccordement van Troyes-Preize 4
RFN 006 000, spoorlijn tussen Coolus en Sens
RFN 012 000, spoorlijn tussen Troyes en Brienne-le-Château
Saint-Julien-les-Villas
RFN 012 000, spoorlijn tussen Troyes en Brienne-le-Château
RFN 832 000, spoorlijn tussen Saint-Julien en Saint-Florentin-Vergigny
RFN 832 306, raccordement van Saint-Julien 2
RFN 838 000, spoorlijn tussen Saint-Julien en Gray
Jessains
RFN 015 000, spoorlijn tussen Jessains en Sorcy
Bricon
RFN 840 000, spoorlijn tussen Bricon en Châtillon-sur-Seine
Chaumont
RFN 020 000, spoorlijn tussen Blesme-Haussignémont en Chaumont
RFN 020 311, raccordement van Chaumont
Langres
RFN 033 000, spoorlijn tussen Langres en Andilly-en-Bassigny
RFN 034 300, raccordement van Langres
RFN 842 000, spoorlijn tussen Poinson-Beneuvre en Langres
Culmont-Chalindrey
RFN 843 000, spoorlijn tussen Is-sur-Tille en Culmont-Chalindrey
RFN 844 300, raccordement van Culmont-Chalindrey
RFN 845 950, Fly-over van Culmont-Chalindrey
RFN 846 000, spoorlijn tussen Culmont-Chalindrey en Gray
Chaudenay
RFN 031 950, fly-over van Chaudenay
RFN 032 000, spoorlijn tussen Culmont-Chalindrey en Toul
aansluiting Vitrey
RFN 050 000, spoorlijn tussen Vitrey-Vernois en Bourbonne-les-Bains
Jussey
RFN 051 000, spoorlijn tussen Jussey en Darnieulles-Uxegney
Port-d'Atelier-Amance
RFN 057 000, spoorlijn tussen Aillevillers en Port-d'Atelier-Amance
RFN 057 306, raccordement van Port-d'Atelier-Amance
Vaivre
RFN 847 000, spoorlijn tussen Vaivre en Gray
RFN 848 300, raccordement van Vaivre
Vesoul
RFN 856 000, spoorlijn tussen Besançon-Viotte en Vesoul
Lure
RFN 042 000, spoorlijn tussen Blainville-Damelevières en Lure
RFN 857 000, spoorlijn tussen Montbozon en Lure
Bas-Évette
RFN 055 000, spoorlijn tussen Bas-Évette en Giromagny
Belfort
RFN 852 000, spoorlijn tussen Dole-Ville en Belfort
RFN 852 306, raccordement van Belfort
RFN 854 000, spoorlijn tussen Belfort en Delle
Petit-Croix
RFN 014 330, raccordement van Petit-Croix
Dannemarie
RFN 133 000, spoorlijn tussen Dannemarie en Pfetterhouse
Altkirch
RFN 134 000, spoorlijn tussen Altkirch en Ferrette
Mulhouse-Ville
RFN 001 391, raccordement court van Mulhouse
RFN 115 000, spoorlijn tussen Strasbourg-Ville en Saint-Louis
RFN 124 000, spoorlijn tussen Mulhouse-Ville en Chalampé
RFN 125 306, raccordement tussen de aansluiting Wanne en Mulhouse-Ville

## Elektrische tractie
De lijn werd in gedeeltes geëlektrificeerd met een spanning van 25.000 volt 50 Hz.

## Bouwwerken
De lijn omvat verschillende grotere bouwwerken. Het gaat om acht viaducten, veertien belangrijke, grote bruggen en zeven tunnels met een totale lengte van bijna vijf kilometer. Het grootste bouwwerk is het viaduct van Chaumont, een opmerkelijke viaduct met bogen op drie niveaus in metselwerk dat werd afgewerkt in 1856. Het viaduct ligt ten westen van het Station Chaumont en overbrugt de vallei van de Suize.

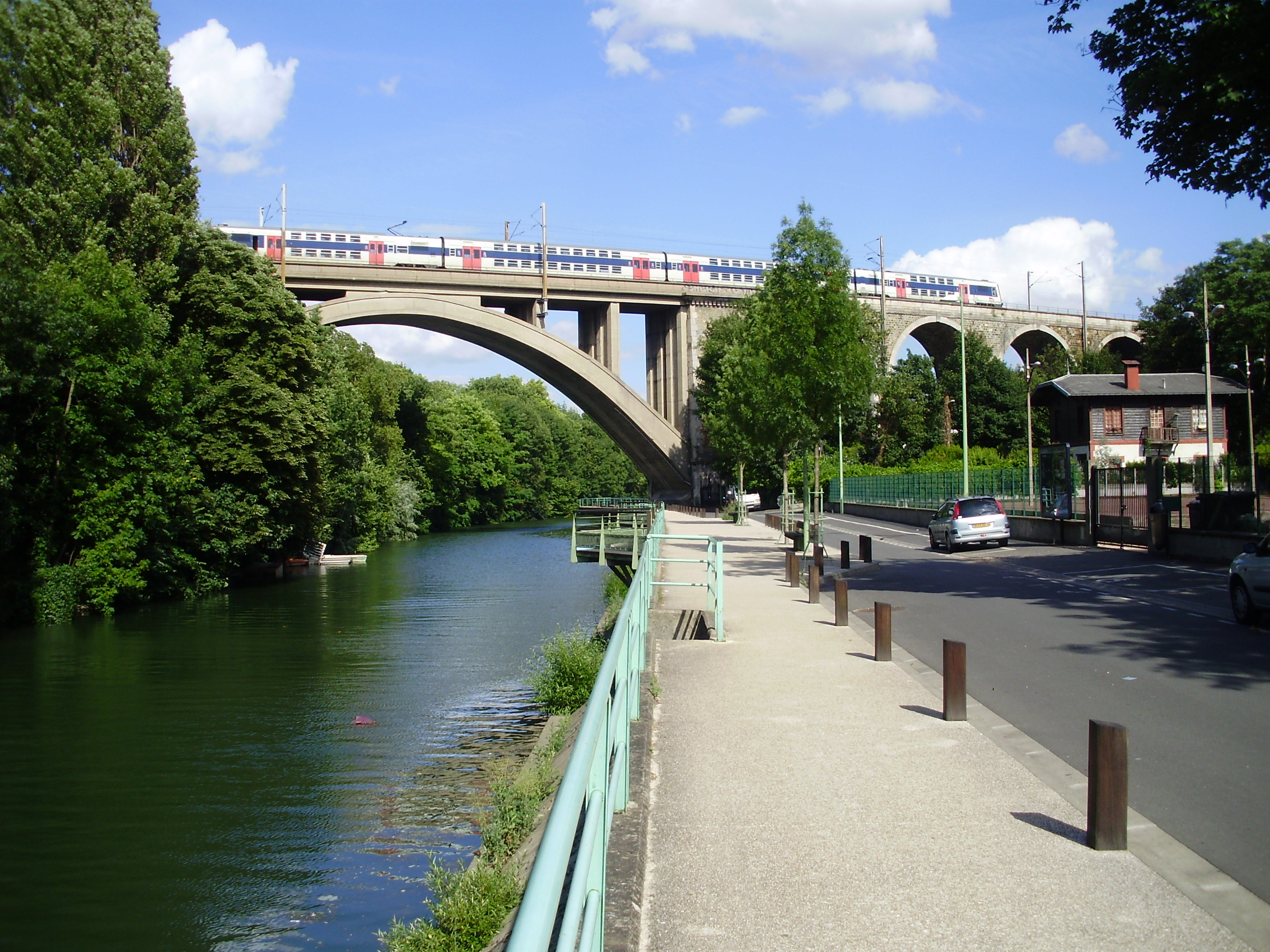
Spoorviaduct van Nogent-sur-Marne, 830m
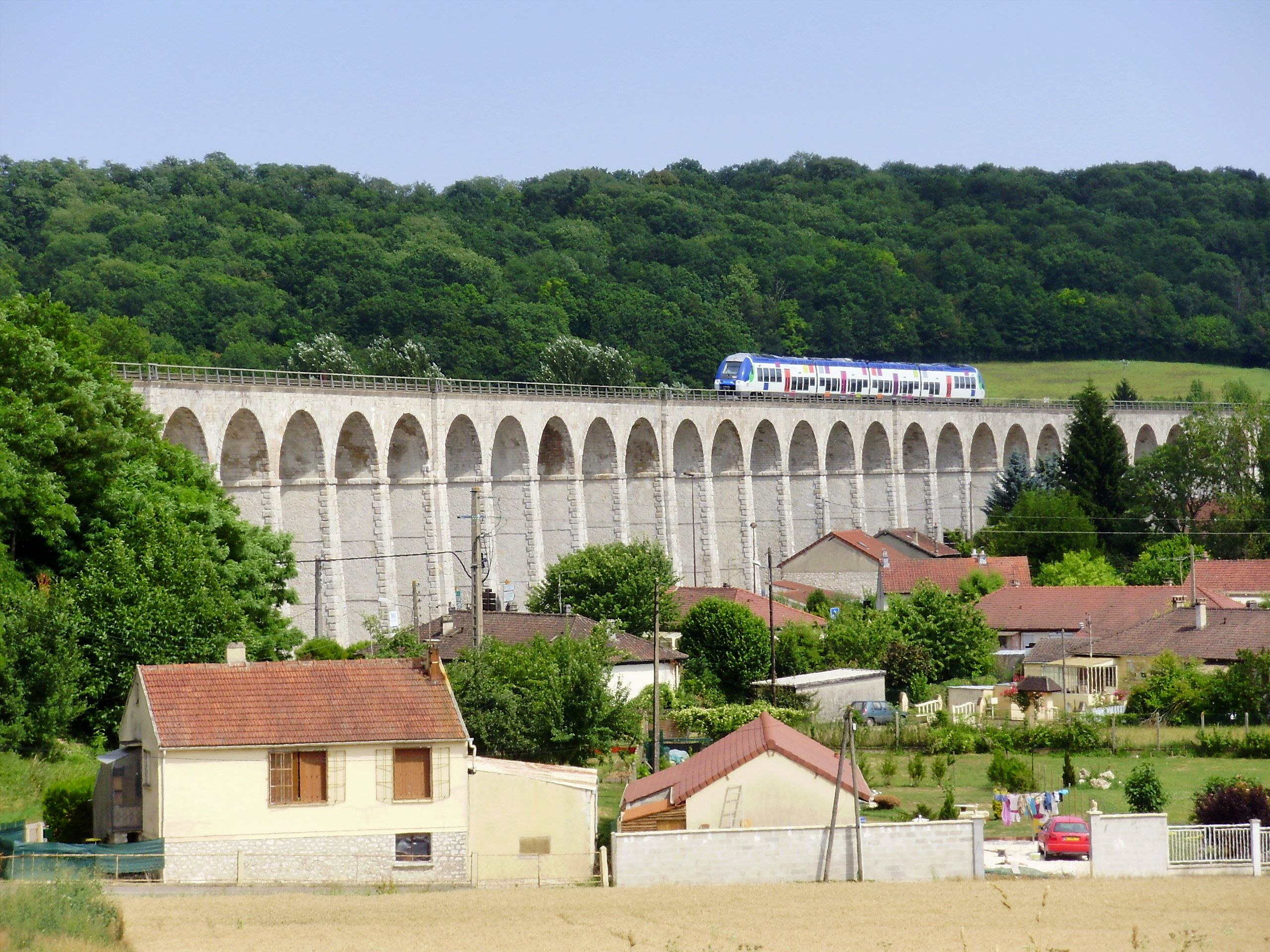
Viaduct van Besnard in Longueville, 387m
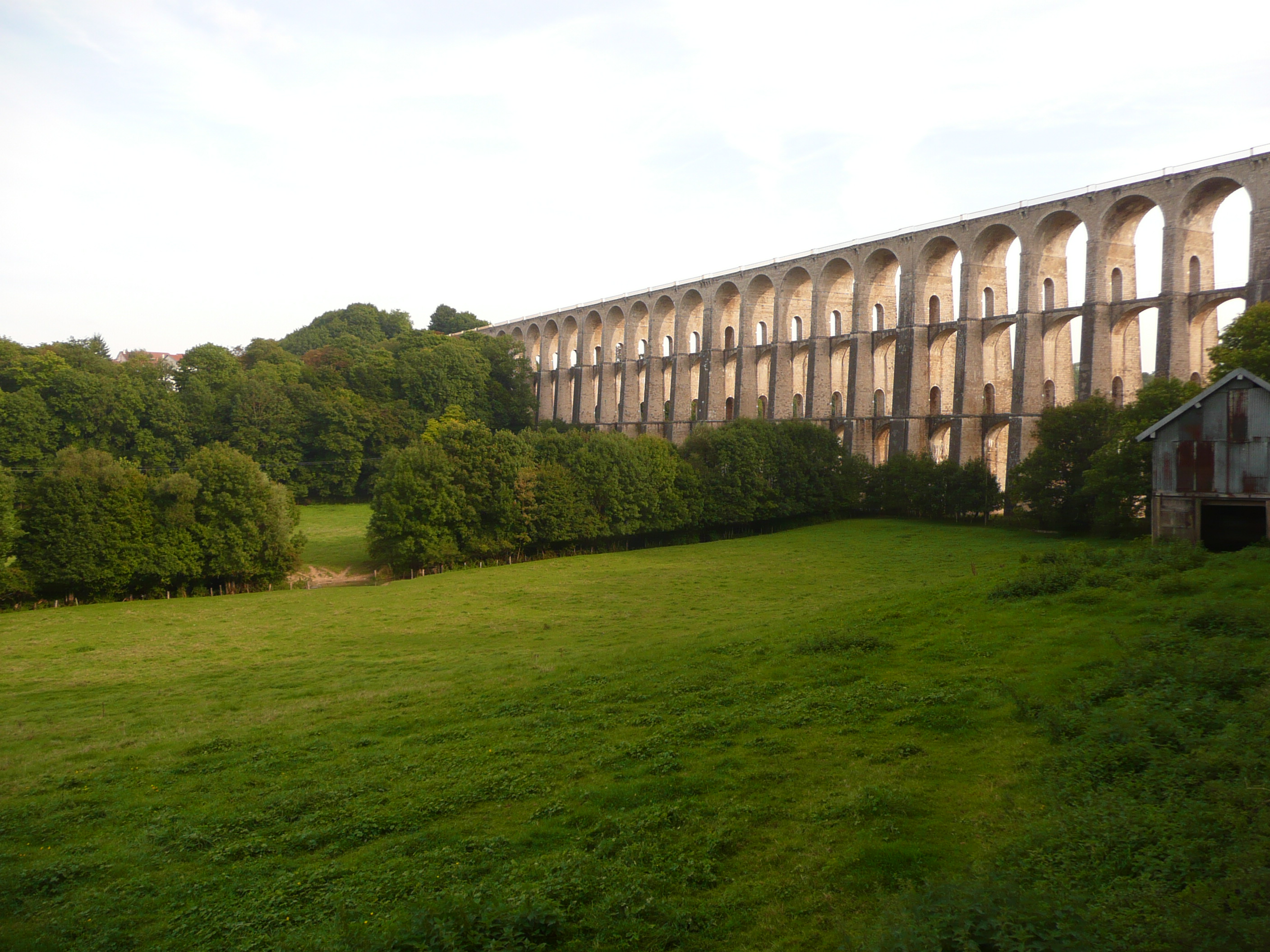
Viaduct van Chaumont, 654m
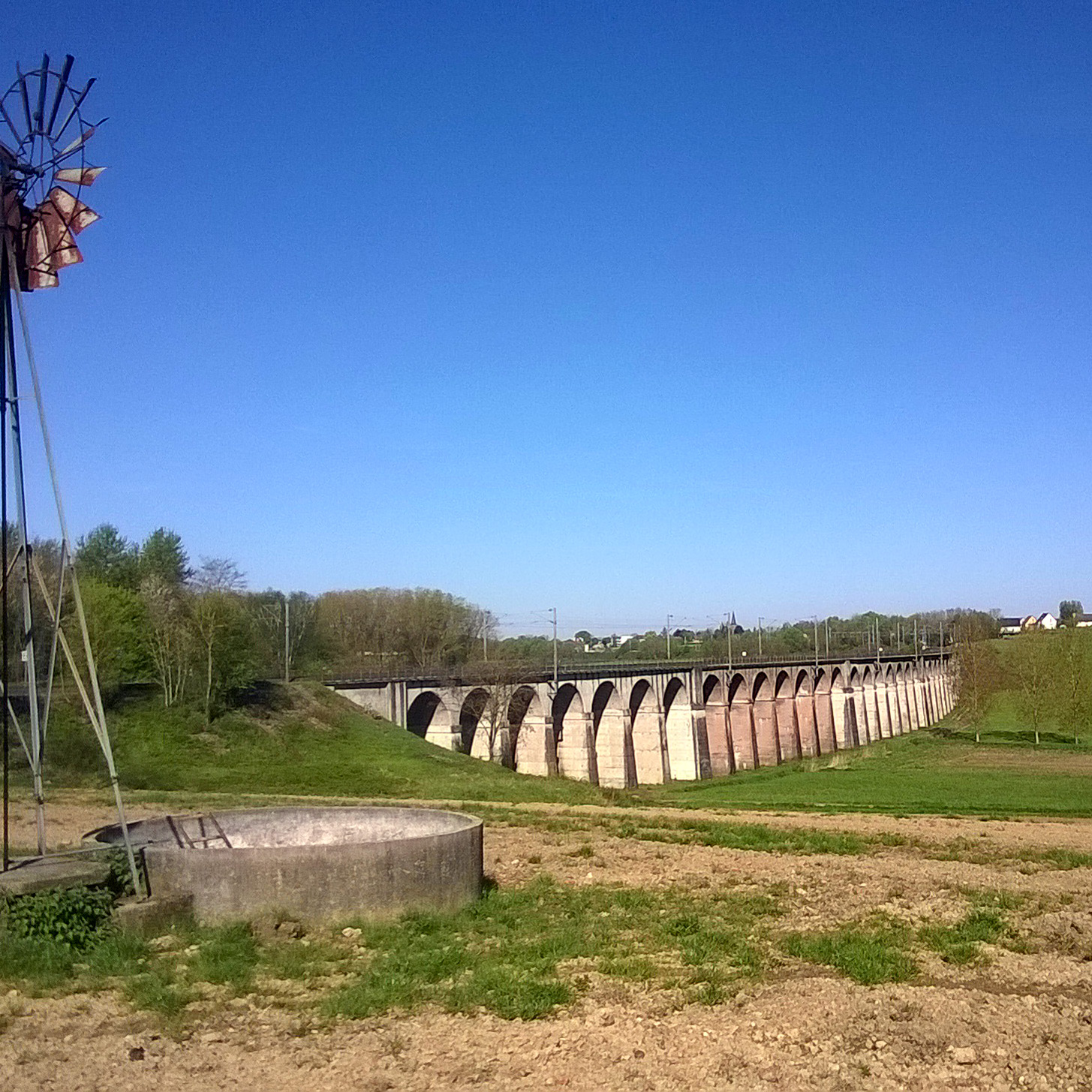
Viaduct van Dannemarie, 490 m
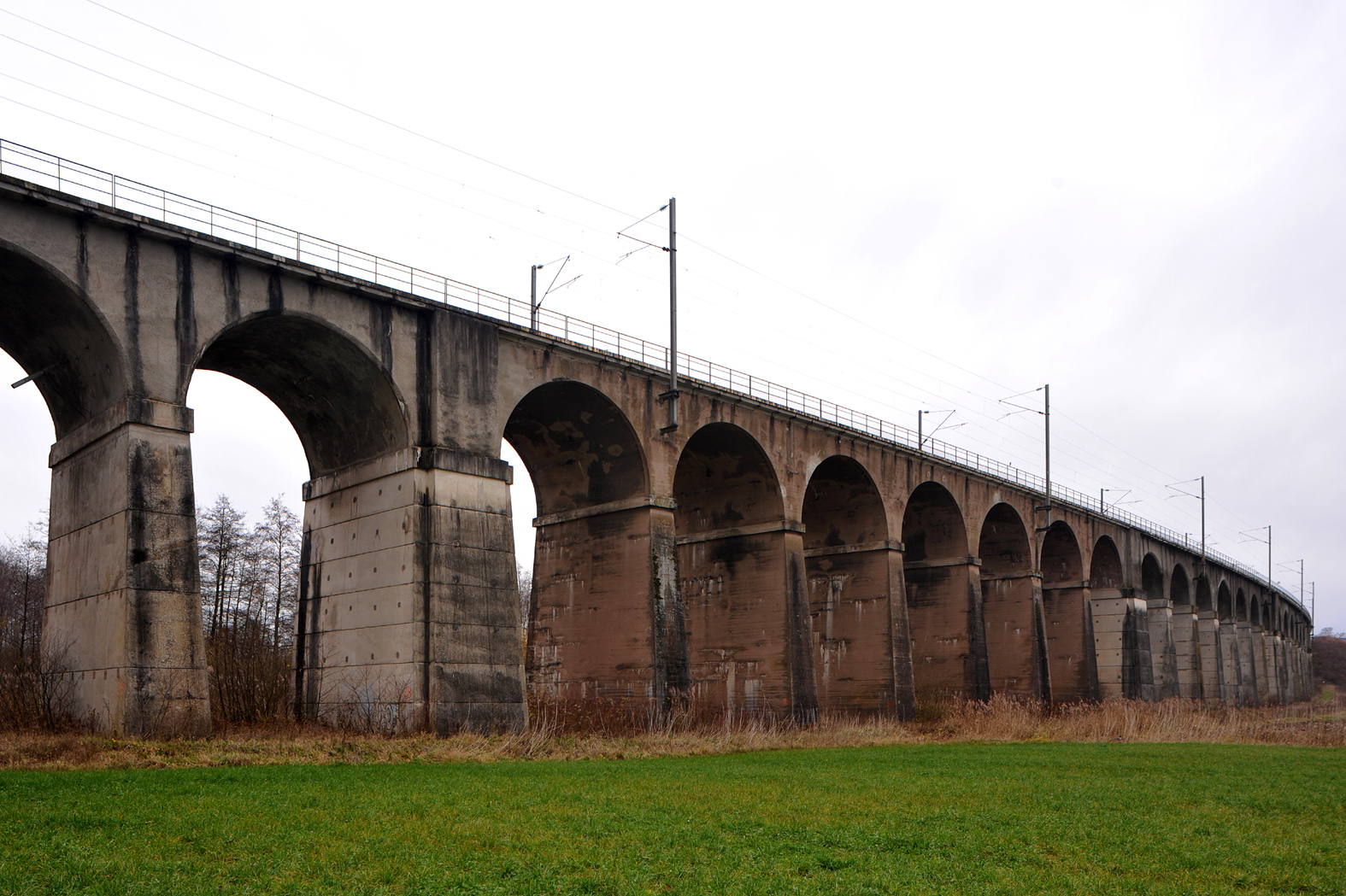
Viaduct van Ballersdorf, 380 m